# 土卫十四
注意：木衛十四與小行星(53) Kalypso同名，請不要搞混！
土衛十四 又稱為「卡呂普索」(Calypso，發音： /kəˈlɪpsoʊ/ kə-LIP-soh) ，是土星的一顆天然衛星。它於1980年被發現，是以Dan Pascu、P. Kenneth Seidelmann、William A. Baum、和Douglas G. Currie的天文台觀測為基礎發現的，臨時名稱是S/1980 S 25 (1980年發現的第25顆土星衛星)。 在下列的月份中也記錄到一些其它的影像：S/1980 S 29、 S/1980 S 30、 S/1980 S 32、和S/1981 S 2。 在1983年，它獲得官方以希臘神話的卡呂普索 (Calypso)，它也被標示為Saturn XIV或Tethys C。
土衛十四（卡呂普索）與土衛三（忒堤斯）共軌，並且駐留在土衛三的拉格朗日點 (L5)，跟隨在土衛三後方 60度。這個關係在1981年首度被 Seidelmann et al.確認。 忒堤斯還有另一顆駐留在前方60度另一個拉格朗日點L4上的衛星 (土衛十三，泰勒斯托)。 土衛十三和土衛十四都被稱為土衛三 (忒堤斯) 的特洛伊，類似於特洛伊小行星，是目前所知4顆特洛伊衛星中的半數。
像許多小行星和土星的其它小衛星一樣土衛十四和土衛十三的形狀是不規則的，有巨大和重疊的坑穴，並且也有鬆動的表面物質，坑穴呈現出平滑的外觀。它是太陽系中表面反射率 (在可見光的波長上) 最高的天體之一，在視覺上的幾何反照率是1.34。這非常高的反射率是來自E環，一個由土衛二的南極的間歇泉噴出的、細小、水冰顆粒構成的暗淡的環，的噴砂顆粒。

## 圖集

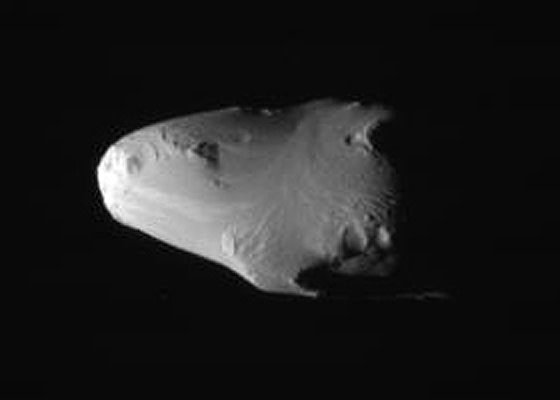
Another February 13, 2010 image showing flow-like albedo features
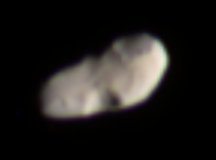
Cassini image from September 23, 2005
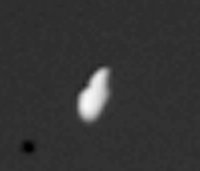
Calypso as seen by Voyager 2 (August 1981)

## 外部鍊結
- Calypso Profileby NASA's Solar System Exploration（页面存档备份，存于）
- The Planetary Society: Calypso
- Animation of photos from Cassini 2010-02-13 flyby on YouTube （页面存档备份，存于）